# Nim Vind
Nim Vind ist eine kanadische Horrorpunk-Band, die 2005 von Chris Kirkham gegründet wurde. Laut ihm bietet Nim Vind „Musik für Außenseiter“, sowie „sophistischen Horrorpunk vom Feinsten“ (Sophistical Horror Punk as its best). Obwohl Kirkham stets betont, sich keinen Genrekonventionen unterwerfen zu wollen, entwickelte sich Nim Vind zu einer der populärsten Bands des Genres.

## Geschichte
Bereits 1998 gründete Chris Kirkham die Band Mr. Underhill, der ein Jahr später dessen Brüder Robbie und Anthony Kirkham beitraten. Musikalisches Ziel war dabei, den düsteren und schwermütigen Stil der Gruppe Bauhaus mit den eingängigen, flotten Klängen der Misfits zu kombinieren. Nach zwei EPs und einem zunächst unveröffentlichten Album, löste sich die Band 2003 auf. Robbie Kirkham gründete darauf die Alternative-Rock-Band The Vincent Black Shadow, während Chris Kirkham Nim Vind ins Leben rief, was ursprünglich als Soloprojekt geplant war. Dennoch blieben sich die drei Brüder verbunden und wirkten jeweils in beiden Bands mit, wenngleich diese völlig unterschiedliche musikalische Wege einschlugen.

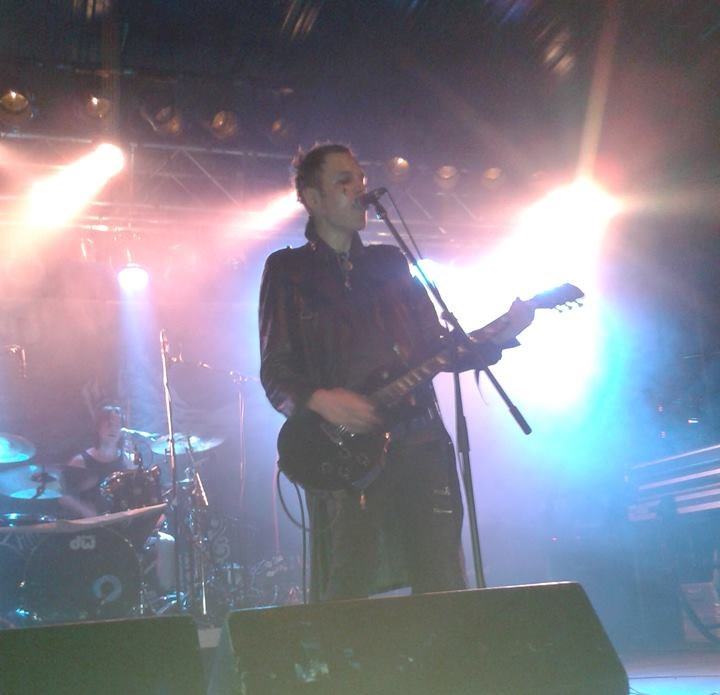
Live in München (2015)

Der Bandname, den Kirkham auch als Künstlerpseudonym nutzt, soll „Freiheit durch Wahnsinn“ bedeuten. Auch in dem Sinne, dass einem „Verrückten“ mit mehr Nachsicht begegnet wird und dieser somit mehr persönliche Freiheit besitzt. Nim bezieht sich dabei auf das Akronym des National Institute of Mental Health (NIMH), einem großen US-amerikanischen Forschungszentrum für psychische Störungen. Vind leitet sich vom englischen Begriff vindication, zu deutsch Rechtfertigung ab.
2005 erschien das erste Nim-Vind-Album, welches vom deutschen Label Fiendforce Records veröffentlicht wurde. Das Ox-Fanzine bezeichnete es als „überzeugend“ und lobte, dass es „ohne die (...) Klischees auskommt, die man leider häufig in diesem Genre findet“. Diesem Album folgte 2009 The Stillness Illness. Wurde der Vorgänger noch mit sehr wohlwollenden Kritiken bedacht, spaltete dieser poppigere Nachfolger die Kritiker. Auf der Seite Powermetal.de wurde es als „mehr oder minder uninteressant“ und „nettes, aber selten forderndes Album“ verrissen. Das Ox-Fanzine hingegen meinte, bereits der erste Titel Killing Saturday Night zeige, wieso man Nim Vind lieben müsse, der „in jeder Hinsicht“ ein „Ausnahmekünstler“ sei. Die Musiksite metal.de sah es als „fantastisches, unkonventionelles Stück Musik“. Einzelne Lieder herauszugreifen „sei schier unmöglich und auch nicht nötig“, da „erst die Gesamtheit die Genialität dieses Werkes“ offenbare. Auch andere Kritiken schwankten zwischen Begeisterung oder völliger Ablehnung.
Ebenfalls 2009 bestritt Nim Vind einen Auftritt auf dem Summer Breeze Open Air vor rund 25.000 Menschen. 2016 spielte Nim Vind erneut auf dem Summer Breeze. Weitere erwähnenswerte Festivalauftritte waren beim Fiendfest in Los Angeles, der Ghouls Night Out in New Jersey, sowie 2007 und 2011 Auftritte beim Wave-Gotik-Treffen in Leipzig. Bei Touren und Konzerten teilte sich Nim Vind die Bühne mit Musikern und Bands wie Gary Numan, Tiger Army, Balzac, den Misfits, Steel Panther, Skid Row, Demented Are Go, New Model Army, The Other oder Blitzkid.
Als Split-LP mit Mr. Underhill, erschien 2013 The World Through X-Ray Eyes, womit das bislang unveröffentlichte Album der Vorgängerband präsentiert wurde. Saturday Night Seance Songs, das dritte reguläre Studioalbum von Nim Vind, wurde im Oktober 2014 veröffentlicht, erneut begleitet durch ein positives Presseecho. Die US-amerikanische Zeitschrift Rue Morgue, das weltweit auflagenstärkste Horrormagazin, kürte es zum Album des Jahres. Beachtung fand dabei auch der Remix des Liedes Astronomicon, der von Todd Rundgren erstellt wurde.

## Diskografie

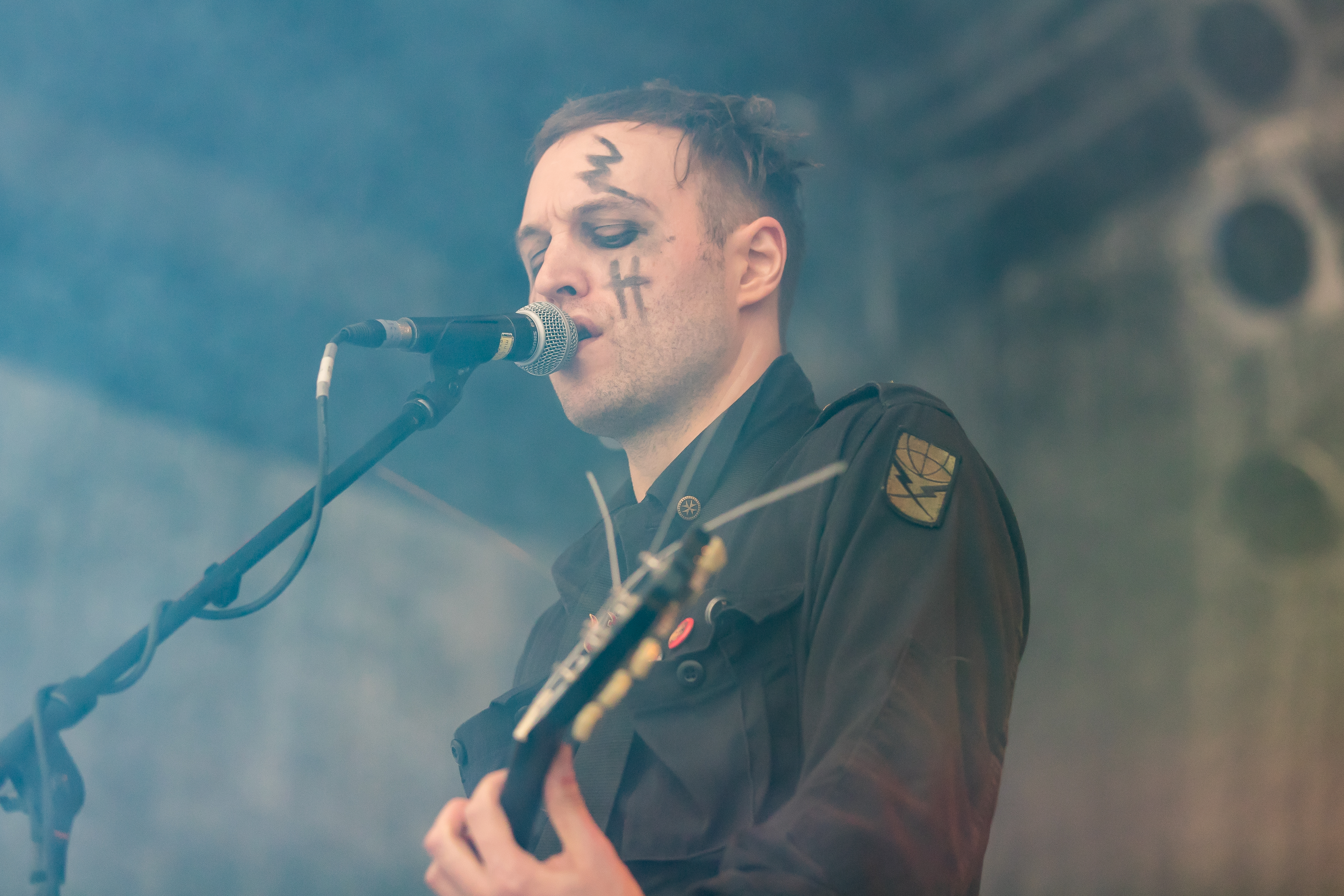
Live beim Summer Breeze Open Air (2016)

### Alben
- 2005: Fashion of Fear (auch als 12"-Vinyl)
- 2009: The Stillness Illness (auch als 12"-Vinyl)
- 2013: The World Through X-Ray Eyes (Split-12"-LP mit Mr. Underhill)
- 2014: Saturday Night Seance Songs (auch als limitierte 12"-Vinyl)

### EPs
- 2010: Fistfull of Balls Volume 1 (Split-7"-LP mit Blitzkid)
- 2017: Jackknife (CD-Single)
- 2018: The Evening Redness In The West

### Musikvideos
- 2006: In the Night – Live at the Royal Hotel
- 2010: Killing Saturday Night
- 2010: 21st Century – Live at Summer Breeze
- 2012: Death Defier
- 2014: Renegades of the End Times
- 2015: ESP
- 2017: Where I'm From
- 2017: Jackknife (Remix-Video)
- 2018: War of the Worlds
- 2018: Fear O Fear
- 2019: Sagittarius